# Кікоже
Кікоже (пол. Kikorze, нім. Kicker) — село в Польщі, у гміні Осіна Голеньовського повіту Західнопоморського воєводства.
Населення — 280 осіб (2011).
У 1975-1998 роках село належало до Щецинського воєводства.

## Демографія
Демографічна структура станом на 31 березня 2011 року:
|          | Загалом | Допрацездатний вік | Працездатний вік | Постпрацездатний вік |
| -------- | ------- | ------------------ | ---------------- | -------------------- |
| Чоловіки | 138     | 30                 | 100              | 8                    |
| Жінки    | 142     | 33                 | 82               | 27                   |
| Разом    | 280     | 63                 | 182              | 35                   |